# John Galsworthy
John Galsworthy (Kingston Hill, 14 août 1867 - Hampstead, 31 janvier 1933) est un romancier et dramaturge britannique. Il est lauréat du prix Nobel de littérature en 1932.

## Biographie
Issu d'une famille aisée, il étudie le droit à Oxford. Diplômé en 1890, il ne pratique cependant pas. En effet, l'amitié qui le lie à Joseph Conrad le pousse à écrire.
Il publie d'abord quelques courts récits sous le pseudonyme de John Sinjohn.  S'intéressant à l'écriture dramatique, il se lance dans l'écriture d'une première pièce de théâtre, The Silver Box (1906), qui devient un succès. Il la fait suivre immédiatement du roman Le Propriétaire (The Man of Property, 1906), premier volume de l'Histoire des Forsyte (The Forsyte Saga), son œuvre la plus connue. Cet ensemble de neuf romans et plusieurs nouvelles forme le cycle romanesque imposant, dont les titres sont publiés entre 1906 et 1933. L'ensemble constitue une fresque de la société britannique à la fin de l'époque victorienne et abordant les premières décennies du XXe siècle, racontée à travers l'histoire d'une famille, les Forsyte, sur quatre générations. Histoire des Forsyte, aussi traduite en français sous le titre La Dynastie des Forsyte, se compose de trois trilogies (dont la dernière en partie posthume) et d'un recueil de nouvelles. Le cycle des Forsyte a donné lieu à une célèbre mini-série de la BBC en 1967 : La Dynastie des Forsyte, avec Eric Porter, Nyree Dawn Porter, Kenneth More et Susan Hampshire.
Outre les récits liés aux Forsyte, Galsworthy fait paraître plusieurs autres romans, dont The Island Pharisees (1904), et de nombreuses pièces de théâtre, dont les plus célèbres sont Strife (1909) et The Skin Game (1920).
Il est lauréat du prix Nobel de littérature en 1932.
L'année suivante, il meurt d'une tumeur au cerveau dans sa maison à Hampstead. Il repose aujourd'hui au cimetière de Highgate de Londres aux côtés de son épouse décédée en 1956.
Une bonne part de son œuvre recèle un commentaire social caustique, dénonçant tout particulièrement la rigidité du système des classes en Angleterre. Sensible à l'évolution nécessaire du statut de la femme en société, l'épouse, spoliée dans ses droits et ses aspirations et contrainte à subir un mariage malheureux, est également un autre de ses thèmes récurrents.
Plusieurs des traductions des œuvres de Galsworthy sont l'œuvre de la romancière française Camille Mayran.

## Œuvre

### Romans

#### Histoire des Forsyte
Le cycle fait alterner romans et nouvelles :
- The Forsyte Saga (La Dynastie des Forsyte, aussi intitulé La Saga des Forsyte) :
  - The Man of Property, 1906 (roman I) Publié en français sous le titre Le Propriétaire, Paris, Calmann-Lévy, 1926 ; réédition de cette traduction revue et complétée dans Histoire des Forsyte, vol. 1, Paris, Robert Laffont, « Bouquins », 1993
  - Indian Summer of a Forsyte, 1918 (nouvelle, désignée par l'auteur comme un premier interlude) Publié en français sous le titre Dernier Été, dans Forsyte Saga, vol. 1, Paris, Calmann-Lévy, 1970 ; réédition de cette traduction revue et complétée dans Histoire des Forsyte, vol. 1, Paris, Robert Laffont, « Bouquins », 1993
  - In Chancery, 1920 (roman II) Publié en français sous le titre Aux aguets, Paris, Calmann-Lévy, 1930 ; réédition de cette traduction revue et complétée dans Histoire des Forsyte, vol. 1, Paris, Robert Laffont, « Bouquins », 1993
  - Awakening, 1920 (nouvelle, deuxième interlude) Publié en français sous le titre L'Aube, dans Forsyte Saga, vol. 1, Paris, Calmann-Lévy, 1970 ; réédition de cette traduction revue et complétée dans Histoire des Forsyte, vol. 1, Paris, Robert Laffont, « Bouquins », 1993
  - To Let, 1921 (roman III) Publié en français sous le titre À louer, Paris, Calmann-Lévy, 1930 ; réédition de cette traduction revue et complétée dans Histoire des Forsyte, vol. 1, Paris, Robert Laffont, « Bouquins », 1993
- A Modern Comedy (Une comédie moderne)
  - The White Monkey, 1924 (roman I) Publié en français sous le titre Le Singe blanc, Paris, Calmann-Lévy, 1933 ; réédition de cette traduction revue et complétée dans Histoire des Forsyte, vol. 2, Paris, Robert Laffont, « Bouquins », 1993
  - A Silent Wooing, 1927 (nouvelle, premier interlude) Publié en français sous le titre  Déclaration sans parole dans le volume Le Singe blanc, Paris, Calmann-Lévy, 1933 ; réédition de cette traduction revue et complétée dans Histoire des Forsyte, vol. 2, Paris, Robert Laffont, « Bouquins », 1993
  - The Silver Spoon, 1926 (roman II) Publié en français sous le titre La Cuillère d'argent, Paris, Calmann-Lévy, 1934 ; réédition de cette traduction revue et complétée dans Histoire des Forsyte, vol. 2, Paris, Robert Laffont, « Bouquins », 1993
  - Passers By, 1927 (nouvelle, deuxième interlude) Publié en français sous le titre Les Passants, dans Forsyte Saga, vol. 2, Paris, Calmann-Lévy, 1970 ; réédition de cette traduction revue et complétée dans Histoire des Forsyte, vol. 2, Paris, Robert Laffont, « Bouquins », 1993
  - Swan Song, 1928 (roman III) Publié en français sous le titre Le Chant du cygne, Paris, Calmann-Lévy, 1934 ; réédition de cette traduction revue et complétée dans Histoire des Forsyte, vol. 2, Paris, Robert Laffont, « Bouquins », 1993

- End of the Chapter (Fin de chapitre)
  - Maid in Waiting, 1931 (roman I) Publié en français sous le titre Dinny, Paris, Calmann-Lévy, 1946 ; réédition de cette traduction revue et complétée dans Histoire des Forsyte, vol. 2, Paris, Robert Laffont, « Bouquins », 1993
- Flowering Wilderness, 1932 (roman II) Publié en français sous le titre Floraison, Paris, Calmann-Lévy, 1947 ; réédition de cette traduction revue et complétée dans Histoire des Forsyte, vol. 2, Paris, Robert Laffont, « Bouquins », 1993
- One More River (à l’origine Over the River), 1933 (roman III), publication posthume Publié en français sous le titre Sur l'autre rive, Paris, Calmann-Lévy, 1948 ; réédition de cette traduction revue et complétée dans Histoire des Forsyte, vol. 2, Paris, Robert Laffont, « Bouquins », 1993

#### Autres romans
- The Island Pharisees, 1904
- The Country House, 1907 Publié en français sous le titre Le Domaine, Paris, Calmann-Lévy, 1922
- A Commentary, 1908
- Fraternity, 1909 Publié en français sous le titre Fraternité, Paris, Calmann-Lévy, 1924
- Joy, 1909
- A Motley, 1910
- The Spirit of Punishment, 1910
- Horses in Mines, 1910
- The Patrician, 1911 Publié en français sous le titre Le Patricien, Paris, Calmann-Lévy, 1923
- The Little Dream, 1911
- The Pigeon, 1912
- The Eldest Son, 1912
- Quality, 1912
- Moods, Songs, and Doggerels, 1912
- For Love of Beasts, 1912
- The Inn of Tranquillity, 1912
- The Dark Flower, 1913 Publié en français sous le titre La Fleur sombre, trad. fr. Maurice de Coppet, Paris, Calmann-Lévy, 1921
- The Fugitive, 1913
- The Mob, 1914
- The Freelands, 1915
- The Little Man, 1915
- A Bit's Love, 1915
- A Sheaf, 1916
- The Apple Tree, 1916
- Beyond, 1917 Publié en français sous le titre Au-delà, 2 vol., Paris, Calmann-Lévy, 1931
- Five Tales, 1918
- Saint's Progress, 1919 Publié en français sous le titre Un saint, Paris, Payot, 1920
- Addresses in America, 1912
- The Foundations, 1920
- A Family Man, 1922
- The Little Man, 1922
- Windows, 1922
- Captures, 1923
- Abracadabra, 1924
- The Forest, 1924
- Old English, 1924
- The Show, 1925
- Castles in Spain, 1927
- Exiled, 1929
- The Roof, 1929

#### Romans signés John Sinjohn
- From the Four Winds, 1897
- Jocelyn, 1898
- Villa Rubein, 1900
- A Man of Devon, 1901

### Théâtre
- The Silver Box, 1906
- Strife, 1909
- Justice, 1910
- The Skin Game, 1920
- Loyalties, 1922 Publié en français sous le titre Loyautés, Paris, Calmann-Lévy, 1926
- Escape, 1926

### Poésie
- Verses New and Old, 1926
- Forty Poems, 1932
- Collected Poems, 1934

### Recueil de nouvelles
- Selected Short Stories, 1935

### Autres publications
- A Justification for the Censorship of Plays, 1909
- On Forsyte Change, 1930
- Two Essays on Conrad, 1930
- Soames and the Flag, 1930
- The Creation of Character in Literature, 1931
- Autobiographical Letters of Galsworthy: A Correspondence with Frank Harris, 1933
- Punch and Go, 1935
- The Life and Letters, 1935
- The Winter Garden, 1935
- Forsytes, Pendyces and Others, 1935
- Glimpses and Reflections, 1937
- Galsworthy's Letters to Leon Lion, 1968
- Letters from John Galsworthy 1900–1932, 1970

## Adaptations
- 1917 : Justice de Maurice Elvey